# Laude (liturgică)
Laudele sau laudele de dimineață sunt în liturgica creștină un oficiu din liturghia orelor. În ritul latin laudele sunt o slujbă aparte, pe când în riturile orientale sunt înlănțuite utreniei, formând o laudă unică dimpreună cu aceasta. În cartile liturgice mai vechi sunt numite „hvalite”, cu denumirea slavonă. 